# Edificio del Consulado del Mar (Burgos)
Este artículo trata sobre el edificio neoclásico; para la institución comercial que lo construyó, véase Consulado de Burgos
El Consulado del Mar es un edificio situado en la ciudad española de Burgos, comunidad autónoma de Castilla y León. Se encuentra ubicado en la zona centro del casco urbano, a pocos metros de la catedral en el Paseo del Espolón. Actualmente es la sede de la Academia Provincial de Dibujo de Burgos y es también sede de la Real Academia Burgense de Historia y Bellas Artes (Institución Fernán González). En su planta baja y abierta al público en general se encuentra una sala de exposiciones temporales y gratuitas.

## Historia
El Consulado del Mar fue creada por el «Real Consulado del Mar Casa de Contratación y Universidad de Mercaderes de Burgos» (habitualmente conocido como Consulado de Burgos) en 1494. Este organismo, creado en el siglo xvi por los mercaderes de la ciudad para controlar el floreciente comercio con Flandes desde el puerto de Santander (dependiente de Burgos en aquel entonces) había ido derivando en sus funciones hasta dedicarse al fomento de la sociedad civil en el siglo xviii. 
El Marqués de Lorca, miembro del Consulado del Mar y promotor de la Escuela de Dibujo, indica en la propuesta de crear este centro que la falta de una Escuela de Dibujo es causa «del atraso e impericia en que se miran nuestros ofizios». Así se observa también en la Real Orden de que todos los aprendices de oficios de la ciudad deban asistir de forma obligatoria a clases de dibujo en la nueva Escuela.

## Edificio
Es obra de Manuel de Eraso en claro estilo neoclásico. Su construcción se realiza entre los años 1795-1796 en piedra de sillería de las cercanas canteras de Hontoria. El primer cuerpo esta almohadillado a diferencia de los cuerpos superiores que son lisos, con grandes ventanales rectangulares y balaustres de hierro. El edificio se completa con un amplio frontón en cuyo perfil se incluye el ancla, símbolo del Consulado.
Fue declarado Bien de Interés Cultural el 26 de enero de 1995.